# Ô rage, ô désespoir !
ne doit pas être confondu avec "Ô rage, ô désespoir !", vers de la pièce de théâtre Le Cid de Corneille.
Pour plus de détails, voir Fiche technique et Distribution.
Ô rage, ô désespoir ! (Run, Run, Sweet Road Runner) est un film américain d'animation Merrie Melodies de 6 minutes et mettant en scène Bip Bip et Vil Coyote réalisé par Rudy Larriva en 1965.

## Fiche technique
- Réalisateurs : Rudy Larriva
- Producteur : David H. DePatie, Friz Freleng et Herbert Klynn
- Compositeur : William Lava